# 密売
| ウィキペディアには「密売」という見出しの百科事典記事はありません（タイトルに「密売」を含むページの一覧/「密売」で始まるページの一覧）。 代わりにウィクショナリーのページ「密売」が役に立つかもしれません。 |